# Амперов закон
У класичном електромагнетизму, Амперов закон, откривен од стране Андре-Мари Ампера (по коме је названа јединица за мерење електричне струје) 1826. године, дефинише однос интеграла магнетног поља кроз затворену контуру и струје која пролази кроз исту контуру. Џејмс Клерк Максвел је извео закон поново користећи хидродинамику у свом раду из 1861. године који је сада познат као један од Максвелових једначина које формирају основу класичне физике и електромагнетизма.

## Оригинални Амперов закон
Закон дефинише однос магнетних поља и електричних струја које их производе. Користећи Амперов закон, могуће је одредити магнетно поље које настаје приликом проласка одређене струје или струју која настаје услед деловања магнетног поља, под условом да електрично поље није временски променљиво.
У својој историјској оригиналној форми, Амперов закон дефинише магнетно поље које настаје као производ струје.
Закон је могуће написати у два облика, у форми интеграла или у диференцијалној форми. Оба израза су еквивалентна и повезана Келвин-Стоукс-овом теоремом. Могуће га је такође записати преко B или H вектора магнетног поља. Опет, обе верзије су еквивалентне. (погледати доказ испод)
Амперов закон је данас познат као тачан закон физике у магнетостатичким случајевима. У свим осталим случајевима закон није тачан уколико се не користе Максвелове корекције (погледати испод).

### Амперов закон у форми интеграла
У СИ систему јединица, интегрална форма оригиналног Амперовог закона је линијски интеграл магнетног поља око неке затворене путање C (произвољна али мора бити затворена). Крива C садржи површину S кроз коју пролази електрична струја (опет произвољна) и обухвата струју. Математички израз закона је релација између укупног магнетног поља око неке путање (интеграл дуж линије) због струје која пролази кроз ту затворену путању (интеграл површине). Може бити написан на више начина.
Интеграл магнетног поља дуж дужине проводника (изражен у Т - Тесла) око затворене криве C је пропорционалан укупној струји (која подразумева слободне и везане струје)Ienc која пролази кроз површину S (оивичену кривом C)
{\displaystyle \oint _{C}\mathbf {B} \cdot \mathrm {d} {\boldsymbol {\ell }}=\mu _{0}\iint _{S}\mathbf {J} \cdot \mathrm {d} \mathbf {S} =\mu _{0}I_{\mathrm {enc} }}
где је J укупна густина струје изражена у Амперима по квадратном метру, Am−2
Алтернативно изражено преко термина "слободне струје", интеграл магнетног поља (израженог у Амперима по метру, Am−1) око затворене криве C једнак је слободној струји If, enc кроз површину S:
{\displaystyle \oint _{C}\mathbf {H} \cdot \mathrm {d} {\boldsymbol {\ell }}=\iint _{S}\mathbf {J} _{\mathrm {f} }\cdot \mathrm {d} \mathbf {S} =I_{\mathrm {f,enc} }}
где је Jf густина само слободне струје. Следи
- {\displaystyle \scriptstyle \oint _{C}} је затворени интеграл по затвореној кривој C,
- {\displaystyle \scriptstyle \iint _{S}} означава 2-димензионални интеграл по површини S затвореној кривом C
- • је производ вектора,
- dℓ је инфинитезимални елемент криве C (тј. вектор са интензитетом једнаком дужини инфинитезималног елемента криве, и смером одређеним тангентом на криву C)
- dS је векторски простор инфинитезималног елемента површине S (тј. вектор са интензитетом једнаким површини инфинитезималном делу површине, и смером управним на површину S. Смер нормале мора да одговара оријентацији криве C , правилом десне руке. Видети испод детаљнији опис криве C и површине S.

Поља B и H су повезана једнакошћу
{\displaystyle \mathbf {B} =\mu _{0}\mathbf {H} \,\!}
где је μ0 магнетска константа.
Постоји низ двозначности и нејасноћа у претходним дефиницијама које захтевају образложење и избор конвенције.
1. Прво, три фактора су повезана са двозначношћу знака испред њих: интеграл {\displaystyle \textstyle \oint _{C}} може да се креће око контуре у оба смера (у смеру казаљке на сату или обрнуто); вектор површине dS може да показује на две различите нормале на површину, и Ienc је укупна струја која пролази кроз површину S, што значи струја која пролази кроз површину у једном смеру минус струја која пролази у супротном смеру - али оба смера могу бити узета за позитиван. Ове двозначности се решавају правилом десне руке - окретањем длана десне руке према површини над којом се врши интеграција, и кажипрстом који је усмерен дуж смера по коме се врши интеграција, палац показује на смер који мора бити одабран за вектор површине dS. Такође, струја која се креће у истом смеру као и вектор површине dS мора да се рачуна као позитивна.
2. Друго, постоји бесконачно много могућих површина S које имају криву C као своју границу површине. (замислите мехур сапуна на кружној жици који може да се деформише померањем жице кроз ваздух). Коју од ових површина одабрати? Одговор је да није битно, било која од површина ограничена контуром C може да се одабере.

### Амперов закон у диференцијалној форми
По Стоуксовој теореми, ова једначина може бити записана и у диференцијалној форми. Опет, ова једначина важи само у случају да је електрично поље временски константно, значећи да су струје непроменљиве (не мењају се у времену, иначе би се магнетно поље такође мењало у времену); погледај доле општију форму. У СИ систему јединица, једначина даје за укупну струју:
{\displaystyle \mathbf {\nabla } \times \mathbf {B} =\mu _{0}\mathbf {J} }
и за слободне струје
{\displaystyle \mathbf {\nabla } \times \mathbf {H} =\mathbf {J} _{\text{f}}}
где је ∇× Курл-ов оператор.

## Однос слободних и везаних струја
Електрична струја која потиче од најпростијег примера из књиге би била класификована као слободна струја. Нпр. струја која пролази кроз жицу или батерију. Супротно томе, везана струја потиче од материјала који могу бити намагнетисани и/или поларизовани. (сви материјали могу донекле)
Када је материјал намагнетисан (нпр. постављањем у спољно магнетно поље), електрони остају везани за своје атоме, али се понашају као да се ротирају око језгара у одређеном смеру, стварајући микроскопске струје. Када се струје од свих ових атома саберу, оне стварају исти ефекат као макроскопске струје, непрестано ротирајући око намагнетисаних објеката. Ова струја магнетизације JM је један од прилога везаним струјама.
Други извор везаних струја је везано наелектрисање. Када се примени електрично поље, позитивна и негативна везана наелектрисања могу да се разиђу на атомским удаљеностима у поларизабилним материјалима, и када се везана наелектрисања покрену, поларизација се промени, креирајући још један допринос везаним струјама, поларизациону струјуJP.
Укупна густина струје J је због слободних и везаних наелектрисања једнака:
{\displaystyle \mathbf {J} =\mathbf {J} _{\text{f}}+\mathbf {J} _{\text{M}}+\mathbf {J} _{\text{P}}}
где је Jf густина слободних струја.
Све струје су у основи исте, микроскопски посматрано. Ипак, постоје практични разлози за третирање везаних струја другачије од слободних струја. На пример, везане струје најчешће потичу на атомском нивоу, а неко нпр. жели да користи једноставнију теорију која је намењена већим димензијама. Резултат је да се ситније посматрани Амперов закон, изражен преко B и микроскопске струје (која укључује слободну, струју намагнетисања и поларизације), понекада посматра у еквивалентној форми приказаној касније преко магнетног поља H и само слободних струја. За детаљнију дефиницију слободних струја, и доказ да су две формулације еквивалентне, погледати секцију Доказ еквивалентности.

## Недостаци оригиналне формулације Амперовог закона
Постоје два важна проблема која се тичу Амперовог закона која захтевају ближе испитивање. Прво, постоји проблем у вези са једначином континуитета за наелектрисања. Постоји теорема у векторској математици која каже да дивергенција увојка мора бити 0. Следи
{\displaystyle \nabla \cdot (\nabla \times \mathbf {B} )=0}
тако да оригиналан Амперов закон тврди да
{\displaystyle \nabla \cdot \mathbf {J} =0.}
Али уопштено
{\displaystyle \nabla \cdot \mathbf {J} =-{\frac {\partial \rho }{\partial t}}}
чија вредност није једнака нули за временски променљиву густину наелектрисања. Пример се јавља у колу са кондензатором где временски променљиве густине наелектрисања постоје на плочама кондензатора.
Друго, постоји проблем у вези пропагације електромагнетних таласа. На пример у слободном простору где је
{\displaystyle \mathbf {J} =\mathbf {0} .}
Амперов закон тврди да је
{\displaystyle \nabla \times \mathbf {B} =\mathbf {0} }
али уместо тога
{\displaystyle \nabla \times \mathbf {B} =-{\frac {1}{c^{2}}}{\frac {\partial \mathbf {E} }{\partial t}}.}
Да би се решиле овакве ситуације, додатни ефекат заменских струја мора бити додат у Амперов рачун.
Џејмс Клерк Максвел је зачео идеју заменских струја струја као поларизационих струја у мору вртлога унутар диелектрика, које је искористио да моделује магнетно поље хидродинамички и механички.

### Заменске струје
У слободном простору, заменска струја је пропорционална брзини промене електричног поља.
У диелектрику је такође присутна заменска струја, али главни допринос заменској струји је повезан са поларизацијом појединачних молекула диелектричног материјала. Иако наелектрисања не могу да слободно теку у диелектрику, наелектрисања у молекулима могу да се померају мало услед утицаја електричног поља. Позитивна и негативна наелектрисања у молекулу се раздвајају под утицајем електирчног поља, изазивајући повећање стања поларизације, изражена преко густине поларизације P. Променљиво стање поларизације је еквивалентно струји.
Оба доприноса заменским струјама се комбинују дефинишући заменску струју:
{\displaystyle \mathbf {J} _{\text{D}}={\frac {\partial }{\partial t}}\mathbf {D} (\mathbf {r} ,\ t)\ ,}
где је електрично заменско поље дефинисано као:
{\displaystyle \mathbf {D} =\varepsilon _{0}\mathbf {E} +\mathbf {P} =\varepsilon _{0}\varepsilon _{\text{r}}\mathbf {E} \ ,}
где је ε0 електрична константа, εr је релативна статичка пермитивност, и P је густина поларизације. Замењујући ову једначину за D у изразу за заменске струје, добијамо две компоненте:
{\displaystyle \mathbf {J} _{\mathrm {D} }=\varepsilon _{0}{\frac {\partial \mathbf {E} }{\partial t}}+{\frac {\partial \mathbf {P} }{\partial t}}.}
Прва компонента са десне стране је присутна свуда, чак и у вакууму. Она не укључује никакво стварно померање наелектрисања, али упркос томе поседује магнетно поље, као да је права струја. Неки аутори заменским струјама зову само ову компоненту.
Други члан са десне стране је заменска струја коју је првобитно пласирао Максвел, која је повезана са поларизацијом појединачних молекула диелектричног материјала.
Максвелово оригинално објашњење за заменске струје се односило на ситуацију која се дешава у диелектричним медијумима. У модерној пост-етар ери, концепт је проширен тако да се односи на ситуације када не постоји материјал, на пример, у вакууму између наелектрисаних површина вакуумског кондензатора. Постојање заменске струје је оправдано и данас зато што подржава више захтева електромагнетне теорије: исправно предвиђање магнетних поља у областима где не теку слободне струје; предвиђање простирања таласа у електромагнетним пољима; и у одржавању наелектрисања у случајевима када се густина наелектрисања мења у времену. За шире објашњење погледати заменске струје.

## Проширење оригиналног закона: Максвел-Амперова једначина
Амперова једначина је проширена узимајући у обзир поларизационе струје, и на тај начин решавајући ограничену употребљивост оригиналног Амперовог закона.
Третирајући слободна наелектрисања одвојено од везаних наелектрисања, Амперова једначина заједно са Мексвеловом корекцијом у смислу H-поља (H-поље се користи зато што урачунава струје намагнетисања, тако да се JM не појављује експлицитно) је
{\displaystyle \oint _{C}\mathbf {H} \cdot \mathrm {d} {\boldsymbol {\ell }}=\iint _{S}\left(\mathbf {J} _{\mathrm {f} }+{\frac {\partial }{\partial t}}\mathbf {D} \right)\cdot \mathrm {d} \mathbf {S} }
(интегрални облик), где је H магнетно поље (такође називано интензитетом магнетног поља или само магнетно поље), D је електрично варијабилно поље, и Jf је затворена проводна струја или густина слободне струје. У диференцијалној форми,
{\displaystyle \mathbf {\nabla } \times \mathbf {H} =\mathbf {J} _{\mathrm {f} }+{\frac {\partial }{\partial t}}\mathbf {D} \ .}
Са друге стране, третирајући сва наелектрисања на исти начин (занемарујући то да ли су везана или слободна наелектрисања), уопштени облик Амперове једначине назван Максвел-Амперова једначина, у свом облику изражен преко интеграла
| {\displaystyle \oint _{C}\mathbf {B} \cdot \mathrm {d} {\boldsymbol {\ell }}=\iint _{S}\left(\mu _{0}\mathbf {J} +\mu _{0}\epsilon _{0}{\frac {\partial }{\partial t}}\mathbf {E} \right)\cdot \mathrm {d} \mathbf {S} } |
У диференцијалном облику,
| {\displaystyle \mathbf {\nabla } \times \mathbf {B} =\left(\mu _{0}\mathbf {J} +\mu _{0}\epsilon _{0}{\frac {\partial }{\partial t}}\mathbf {E} \right)} |
У оба случаја J садржи густину струје наелектрисања као и проводне и поларизационе густине струје. Тј. густина струје са десне стране Ампер-Максвелове једначине је:
{\displaystyle \mathbf {J} _{\text{f}}+\mathbf {J} _{\text{D}}+\mathbf {J} _{\text{M}}=\mathbf {J} _{\text{f}}+\mathbf {J} _{\text{P}}+\mathbf {J} _{\text{M}}+\varepsilon _{0}{\frac {\partial \mathbf {E} }{\partial t}}=\mathbf {J} +\varepsilon _{0}{\frac {\partial \mathbf {E} }{\partial t}}\ ,}
где је густина струје JD премештајућа струја, и J је допринос густини струје који настаје због наелектрисања која се померају, и везаних и слободних. Пошто је ∇ · D = ρ, континуитет наелектрисања који је био проблем код оригиналне формулације Амперовог закона, више није проблем. Струја намагнетисања може да се представи као увијутак магнетизације, тако да је њена диверенција једнака нули и она више не учествује као фактор у једначини континуитета. Због ε0∂E / ∂t, пропагација таласа у слободном простору је сада могућа.
Са додатком заменских струја, Максвел је био у стању да изведе тачну хипотезу да је светло облик електромагнетних таласа.

### Доказ еквиваленције
| Доказ да су формулације Амперовог закона које посматрају само слободне струје еквивалентне формулацијама које користе укупну струју. |
| --- |
| У овом доказу, показаћемо да је једначина {\displaystyle \nabla \times \mathbf {H} =\mathbf {J} _{\text{f}}+{\frac {\partial \mathbf {D} }{\partial t}}} еквивалентна једначини {\displaystyle \mathbf {\nabla } \times \mathbf {B} /\mu _{0}=\mathbf {J} +\varepsilon _{0}{\frac {\partial \mathbf {E} }{\partial t}}} Приметите да се само бавимо диференцијалним обликом, не интегралним, али то је довољно с обзиром да су диференцијални и интегрални облик еквивалентни преко Кевин-Стокс'ове теореме. Уводимо густину поларизације P, која има следећу релацију са E и D: {\displaystyle \mathbf {D} =\varepsilon _{0}\mathbf {E} +\mathbf {P} } Затим уводимо густину намагнетисањаM, која има следећу релацију са B and H: {\displaystyle \mathbf {B} /\mu _{0}=\mathbf {H} +\mathbf {M} } и следећу релацију са везаним струјама: {\displaystyle \mathbf {J} _{\mathrm {bound} }=\nabla \times \mathbf {M} +{\frac {\partial \mathbf {P} }{\partial t}}\ ,} {\displaystyle =\mathbf {J} _{\mathrm {M} }+\mathbf {J} _{\mathrm {P} }\ ,} где {\displaystyle \mathbf {J} _{\mathrm {M} }=\nabla \times \mathbf {M} \ ,} је назван густином струје намагнетисања, и {\displaystyle \mathbf {J} _{\mathrm {P} }={\frac {\partial \mathbf {P} }{\partial t}}\ ,} је густина поларизационе струје. Узимајући једначину за B: {\displaystyle \mathbf {\nabla } \times \mathbf {B} /\mu _{0}=\mathbf {\nabla } \times \left(\mathbf {H} +\mathbf {M} \right)} {\displaystyle =\mathbf {\nabla } \times \mathbf {H} +\mathbf {J} _{\text{M}}} {\displaystyle =\mathbf {J} _{\text{f}}+\mathbf {J} _{\text{P}}+\varepsilon _{0}{\frac {\partial \mathbf {E} }{\partial t}}+\mathbf {J} _{\text{M}}} Стога, са односом на дефиницију везаних струја: {\displaystyle \mathbf {\nabla } \times \mathbf {B} /\mu _{0}=\mathbf {J} _{\text{f}}+\mathbf {J} _{\mathrm {bound} }+\varepsilon _{0}{\frac {\partial \mathbf {E} }{\partial t}}} {\displaystyle =\mathbf {J} +\varepsilon _{0}{\frac {\partial \mathbf {E} }{\partial t}}\ ,} што је и требало доказати. |

## Амперов закон у цгс јединицама
Изражен у центиметар-грам-секунд јединицама, интегрална форма једначине, укључујући Максвелову корекцију гласи
{\displaystyle \oint _{C}\mathbf {B} \cdot \mathrm {d} {\boldsymbol {\ell }}={\frac {1}{c}}\iint _{S}\left(4\pi \mathbf {J} +{\frac {\partial \mathbf {E} }{\partial t}}\right)\cdot \mathrm {d} \mathbf {S} }
где јеc брзина светла.
Диференцијални облик једначине (опет укључујући Максвелове корекције) гласи
{\displaystyle \mathbf {\nabla } \times \mathbf {B} ={\frac {1}{c}}\left(4\pi \mathbf {J} +{\frac {\partial \mathbf {E} }{\partial t}}\right).}